# Antonia Gili i Güell
Antonia Gili i Güell (Villafranca del Panadés, 12 de mayo de 1856 – Barcelona, 17 de noviembre de 1909) fue una poetisa española.

## Trayectoria
Cursó estudios de magisterio, aunque nunca llegó a ejercer, debido a que sufrió una enfermedad crónica hasta su muerte. Recluida en su hogar se dedicó a la literatura y produjo obras inspiradas en el género poético lírico religioso y también en historias que describen la cotidianidad y costumbres de una Barcelona finisecular.
Colaboró en la revista La Veu del Montserrat, de Vic, en la revista Popular, en el Almanaque de los Amigos del Papa, en el de las conferencias de Vicente de Paúl, y en la Corona poética, ofrecida en 1894 en el Monasterio de Santa María (Ripoll). En los Juegos Florales de la Juventud Católica de Barcelona, de la Academia Bibliográfica de Lérida, en los del Congreso Eucarístico de Valencia y en los de Manresa, Blanes y Sabadell consiguió los primeros premios para poesías de corte clásico y lenguaje castizo.
Vivió y murió en la casa de la calle Petritxol número 2 de Barcelona, donde una inscripción sobre la puerta la recuerda.

## Obra
- 1899 - Lo miracler de Barcelona.[3]
- 1899 - La mare dels Macabeus.[7]
- 1899 - Lo Beat Joseph Oriol, milagrero de Barcelona.[8]
- 1911 - Maria, corona poètica, en llohansa de la Verge.
- 1917 - Poesies.[9][10]